# Jacques Charles
Jacques Alexandre César Charles [ʒak a.lɛk.sɑ̃dʁ se.zaʁ ʃaʁl]IPA (12. listopadu 1746 – 7. dubna 1823) byl francouzský vynálezce, vědec, matematik, profesor Francouzské akademie věd a průkopník balonového létání.
Jacques Charles napsal jen nemnoho matematických pojednání a většina z těch, jež mu jsou přisuzována, mu připadla omylem, záměnou s jeho jmenovcem, taktéž Jacquem Charlesem, který byl od 12. května 1785 rovněž členem Pařížské akademie věd. Občas byl nazýván Charles Geometr.
Společně s bratry Robertovými, kteří pro něj balón postavili, uskutečnil Charles 27. srpna 1783 první let vodíkem plněného balonu bez posádky. Let trval celých 45 minut. Poté 1. prosince téhož roku uskutečnil profesor Charles spolu s Nicolas-Louisem Robertem let s lidskou posádkou. Let trval 2 hodiny, přičemž vystoupali do výšky kolem 1800 stop (550 m). Jejich průkopnické užití vodíku vedlo k pojmenování balonu plněného vodíkem charliéra (coby protiklad k montgolfiéře využívající horký vzduch).
Charlesův zákon popisující rozpínavost plynů s měnící se teplotou popsal Joseph Louis Gay-Lussac v roce 1802, ale připsal jej nepublikované práci Jacquesa Charlesa.
Charles byl zvolen do Akademie věd v roce 1795 a následně se stal profesorem fyziky.

## Život
Charles se narodil v Beaugency-sur-Loire v roce 1746, oženil se s Julie Françoise Bouchaud des Hérettes (1784–1817), o 37 let mladší kreolskou ženou, do které byl údajně zamilován básník Alphonse de Lamartine, a která byla jeho Elvirou v jeho autobiografickém díle básnického rozjímání «Le Lac» („Jezero“), ve kterém v retrospektivě popisuje vroucí lásku dvojice z pohledu truchlícího muže. Charles ji přežil a zemřel v Paříži 7. dubna 1823.

## Vodíkem plněný balon

### První vodíkem plněný balon

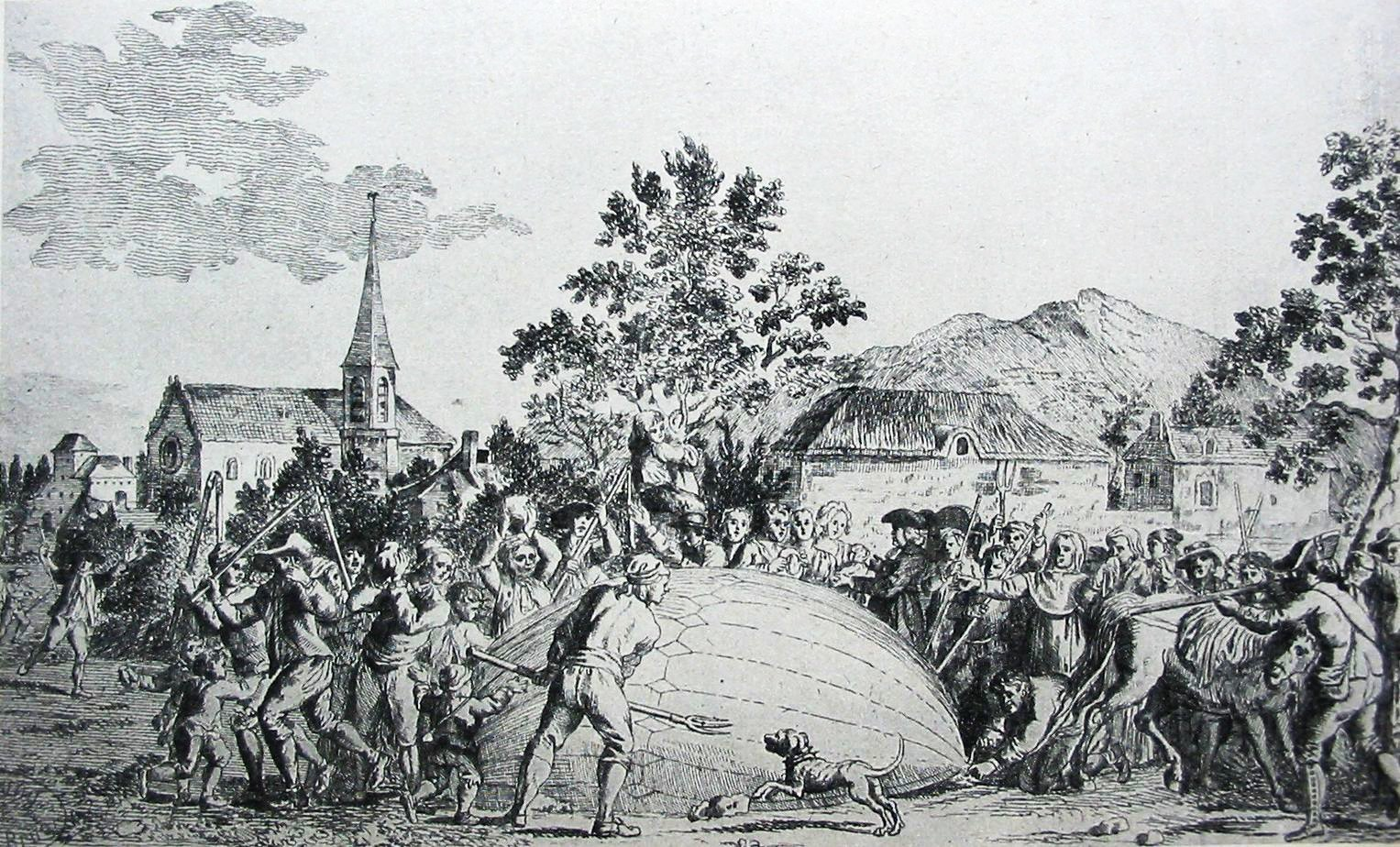
Charlesův balon napadený vesničany v Gonesse.

Charles přišel s myšlenkou vodíkem plněného balonu při studiu práce Roberta Boylea Boyleův zákon zveřejněném před 100 lety v roce 1662 a jeho současníky Henry Cavendishem, Josephem Blackem a Tiberiem Cavallem. Navrhl letadlo a následně ve spolupráci s bratry Robertovými, Anne-Jeanem a Nicolas-Louisem, sestrojil na Place des Victoires v Paříži. Bratři vynalezli postup výroby lehčeného, vzduchotěsného vaku: rozpouštěnou gumu v roztoku terpentýnu a laku nanášeli na sešité pruhy hedvábí. Používali střídavě červené a bílé pruhy hedvábí, ale ve výsledku byl balon díky postupu pogumování červenožlutý.
Jacques Charles a bratři Robertovi vypustili první vodíkem plněný balon 27. srpna 1783 z Champ-de-Mars – dnes v místech Eiffelovy věže, kde byl mezi přihlížejícími i Benjamin Franklin. Balon byl poměrně malý, jen 35 m³ omezených pogumovaným hedvábím, mohl nést jen kolem 9 kg (20 lb). Byl naplněn vodíkem vyráběným litím čtvrt tuny kyseliny sírové na půl tuny železných pilin. Vodík byl do balonu plněn přes olověné trubky, ale nebyl chlazen studenou vodou, takže bylo obtížné balon zcela naplnit (horký plyn po ochlazení v balonu zmenšoval svůj objem). Tiskem vycházely denně zprávy o plnění balonu; dav přihlížejících byl tak velký, že čtvrtý den plnění 26. srpna byl balon na Champ-de-Mars převezen tajně již v noci.
Balon letěl severně 45 minut, byl následován jezdci na koních a přistál o 21 kilometrů dále ve vesnici Gonesse, kde byl údajně vyděšenými vesničany poničen vidlemi nebo noži. Projekt byl financován předplatným Fujase de Saint-Fond.

### První let vodíkem plněného balonu s lidskou posádkou

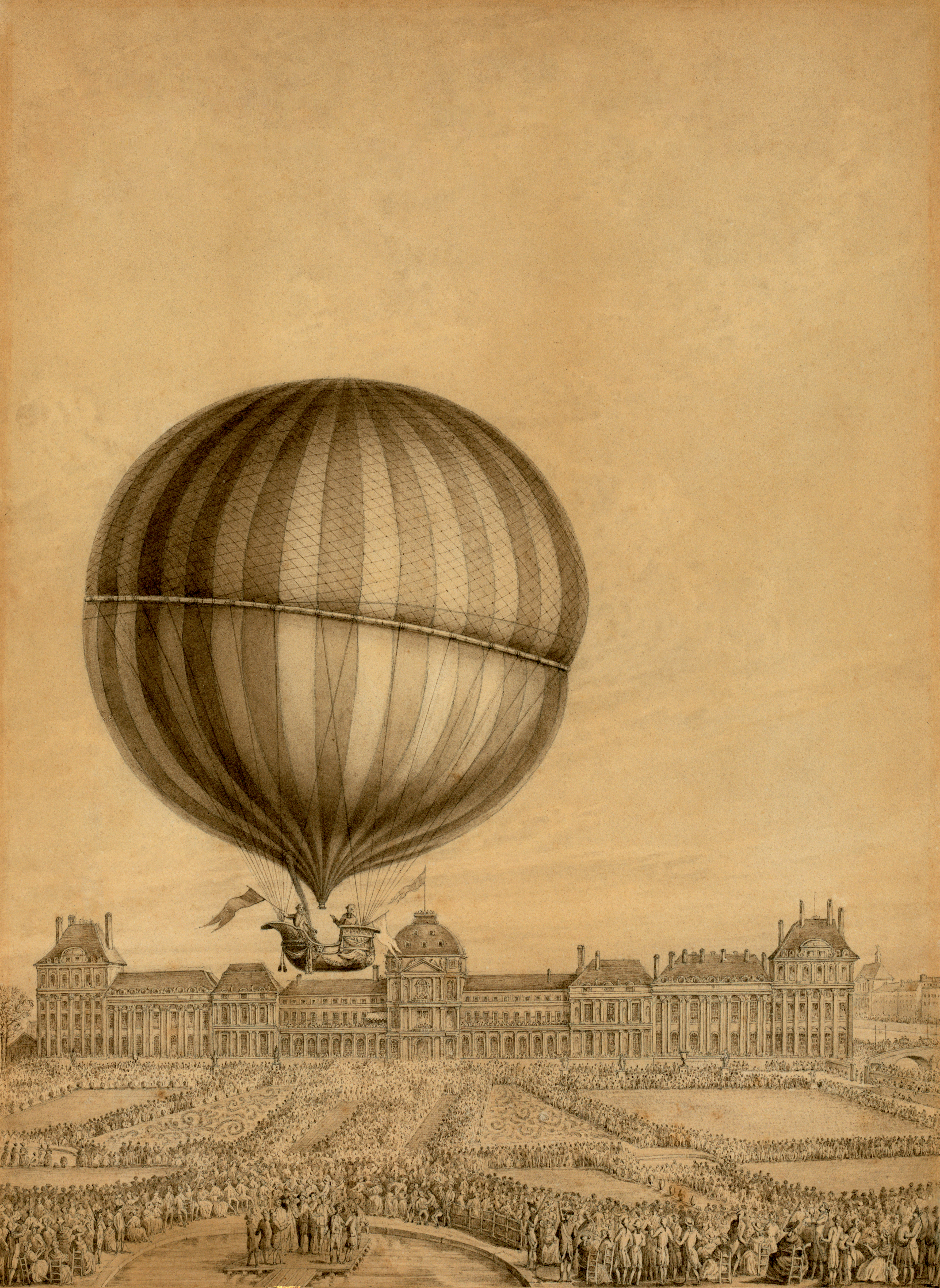
Soudobá ilustrace prvního letu prof. Jacques Charles s Nicolas-Louis Robertem, 1. prosince 1783. Pohledem z náměstí Svornosti v Paříži k paláci Tuilerie (zničen 1871).

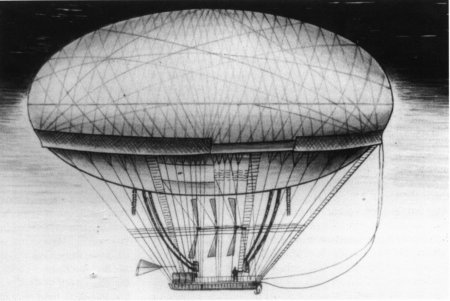
Meusnierova řiditelná vzducholoď

Dne 1. prosince 1783 ve 13:45 Jacques Charles a bratři Robertovi vypustili první balon s lidskou posádkou z  Tuilerijské zahrady v Paříži. Let uskutečnil Jacques Charles doprovázený Nicolas-Louis Robertem v 380kubíkovém vodíkem plněném balonu. Plášť byl šitý na míru, byl opatřen upouštěcím ventilem a překryt byl sítí nesoucí koš. Pro ovládání výšky byla použita písečná zátěž (balast). Vystoupali do výšky kolem 1800 stop (550 m) a přistáli až při západu Slunce v Nesles-la-Vallée po 2 hodinách a 5 minutách 36kilometrového letu. Následovatelé na koních, vedení vévodou de Chartres, pomáhali při přistání.
Jacques Charles se poté rozhodl znovu vzlétnout sám, protože balon ztratil část vodíku. Tentokrát vystoupal balon rychle do výšky 3000 metrů, kde opět spatřil Slunce. Protože začal trpět bolestmi v uších, vypustil část vodíku a zlehka sestoupil o 3 km dále v Tour du Lay. Přestože byl po něm balon plněný vodíkem pojmenován charlièrou, již nikdy, na rozdíl od bratrů Robertových, neuskutečnil další let.
Vzletu přihlíželo 400 000 diváků a stovky z nich pomohlo financovat vzlet za možnost přístupu do blízkosti místa vzletu. Mezi nimi byl Benjamin Franklin, diplomatický zástupce Spojených států amerických. Přítomen byl i Joseph Montgolfier, kterého Charles poctil vypuštěním malého jasně zeleného balonku, který měl ukázat stav povětrnostních podmínek.
Tato událost se uskutečnila jen 10 dní po prvním letu balonu s lidskou posádkou Jean-François Pilâtre de Rozier v horkovzdušném balonu bratrů Montgolfierů. Simon Schama poznamenal v Citizens:
„Hlavním vědeckým spolupracovníkem Montgolfierů byl M. Charles, … který byl prvním, kdo navrhl vytvořit plyn z vitriolu místo z hoření navlhčených stébel a dřeva, které bylo používáno v dřívějších vzletech. Charles sám byl dychtiv létat, ale narazil na neoblomné veto krále, který s dychtivou pozorností sledoval pokrok v létání. Zneklidněný nebezpečími prvních letů, král poté navrhl vypustit dva zločince, což Charlese a jeho kolegy pobouřilo.“

### Další aktivity
Další projekt Jacques Charles a bratří Robertových byla stavba podlouhlého řiditelného letadla podle návrhu řiditelného balonu Jean Baptiste Meusniera (1783–85). Návrh zahrnoval Meusnierův vnitřní balonet, kormidlo a pohon.
Jacques Charles v tomto letadle nikdy nevzlétl, ale 15. července 1784 bratři uskutečnili 45minutový let ze Saint-Cloud do Meudon s M. Collin-Hullinem a Ludvíkem Filipem II. Orleánským v La Caroline. Letadlo bylo opatřeno vesly pro ovládání pohybu a směru, ale ty se ukázaly být zbytečnými. Nepřítomnost upouštěcího ventilu znamenala, že vévoda musel proříznout balonet, aby předešel jeho protržení při dosažení výšky kolem 4500 m.
Dne 19. září 1784 bratři Robertové a M. Collin-Hullin uletěli za 6 hodin a 40 minut 186 km z Paříže do Beuvry u Béthune. Tím uskutečnili první let přes 100 km.

## Vynálezy
Charles vyvinul několik užitečných vynálezů: upouštěcí ventil a další související zařízení – jako hydrometr a odrazový goniometr, vylepšil Gravesandův heliostat a Fahrenheitův aerometr. Potvrdil Franklinovy experimenty s elektrikou.

## Charlesův zákon
Charlesův zákon popisuje, jak se plyny roztahují, když se ohřívají – prvně popsaný Joseph Louis Gay-Lussacem v roce 1802, ale připsán byl nepublikované práci Jacques Charles, a pojmenován byl na počest Charlesa.
Kolem 1787 Charles uskutečnil experiment, kde naplnil 5 balonů stejného objemu různými plyny. Poté zvyšoval jejich teplotu na 80 °C a zaznamenal, že se všechny zvětšily o stejný objem. Tento experiment byl zmiňován Gay-Lussacem v roce 1802, kdy zveřejnil přesný vztah mezi teplotou a objemem plynu. Charlesův zákon uvádí, že za stejného tlaku je objem ideálního plynu úměrný jeho absolutní teplotě. Objem plynu při konstantním tlaku se zvyšuje lineárně s absolutní teplotou plynu. Vytvořený vztah zněl V1/T1 = V2/T2.

## Kariéra
Jacques Charles byl zvolen do Akademie věd v roce 1795, a následně se stal profesorem fyziky na Conservatoire des Arts et Métiers.

## Připomínka
Stéla na Nesles-la-Vallée označuje Charlesův-Robertův let 1. prosince 1783. 49°8′18,6″ s. š., 2°10′15,6″ v. d. 
Coupe Charles et Robert bylo mezinárodní balonové setkání v roce 1983 pořádané souběžně s Gordon Bennett Cup.